# 片岡車站

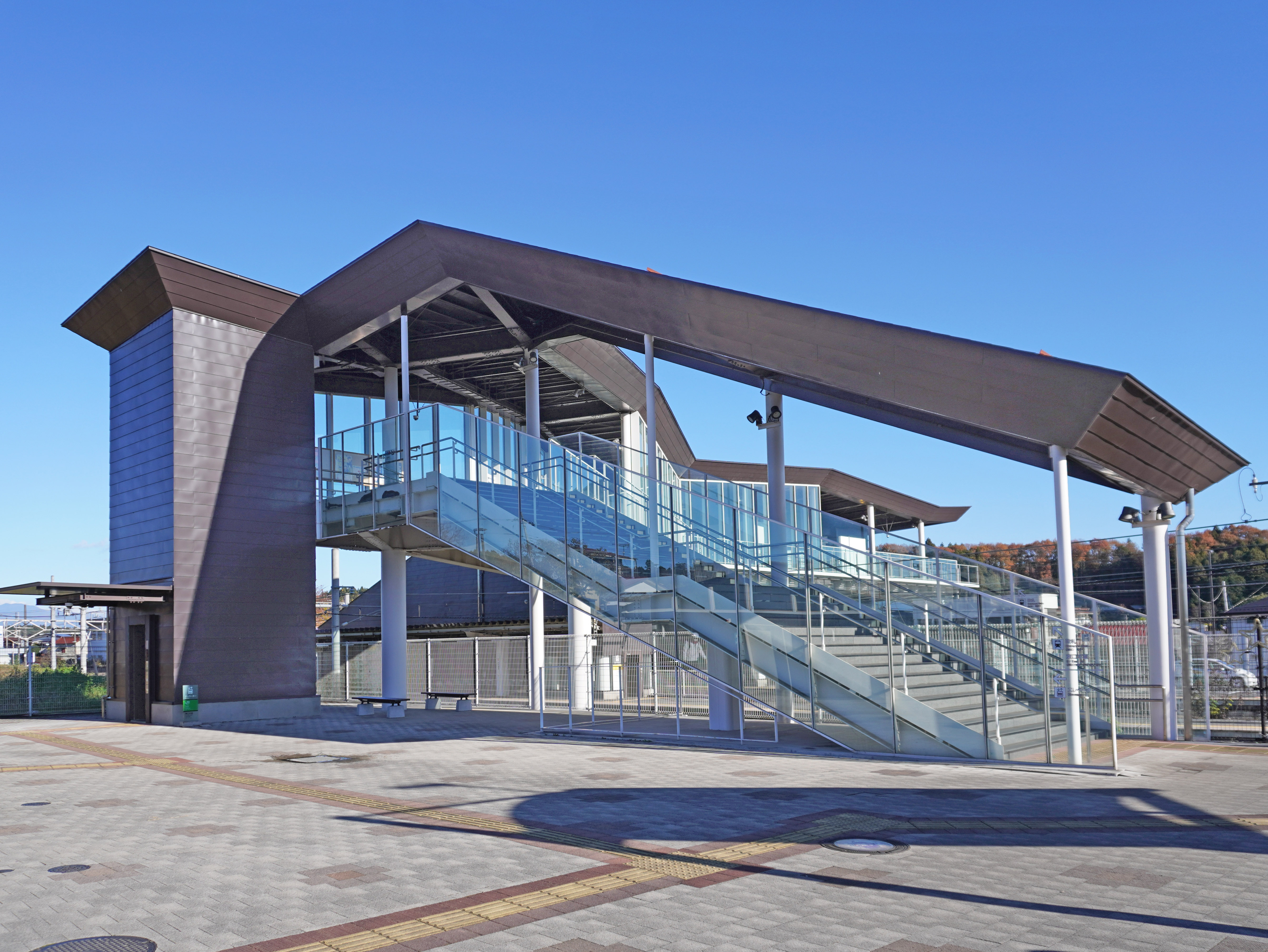
西口（2022年11月）

片岡車站（日语：／ Kataoka eki */?）是由東日本旅客鐵道（JR東日本）所經營的鐵路車站，位於日本栃木縣矢板市片岡，是JR東日本宇都宮線沿線的車站（但在正式路線規劃上，其實是東北本線的一站）。

## 車站結構
本站為側式月台1面1線與島式月台1面2線，合計2面3線的地面車站。

### 月台配置
| 月台 | 路線                  | 方向 | 目的地                                                 |
| ---- | --------------------- | ---- | ------------------------------------------------------ |
| 1    | ■宇都宮線（東北本線） | 上行 | 宇都宮、大宮、東京、橫濱、大船方向 （包括■上野東京線） |
| 3    | ■宇都宮線（東北本線） | 下行 | 矢板、那須鹽原、黑磯方向                               |

（來源：JR東日本:車站構內圖 （页面存档备份，存于））

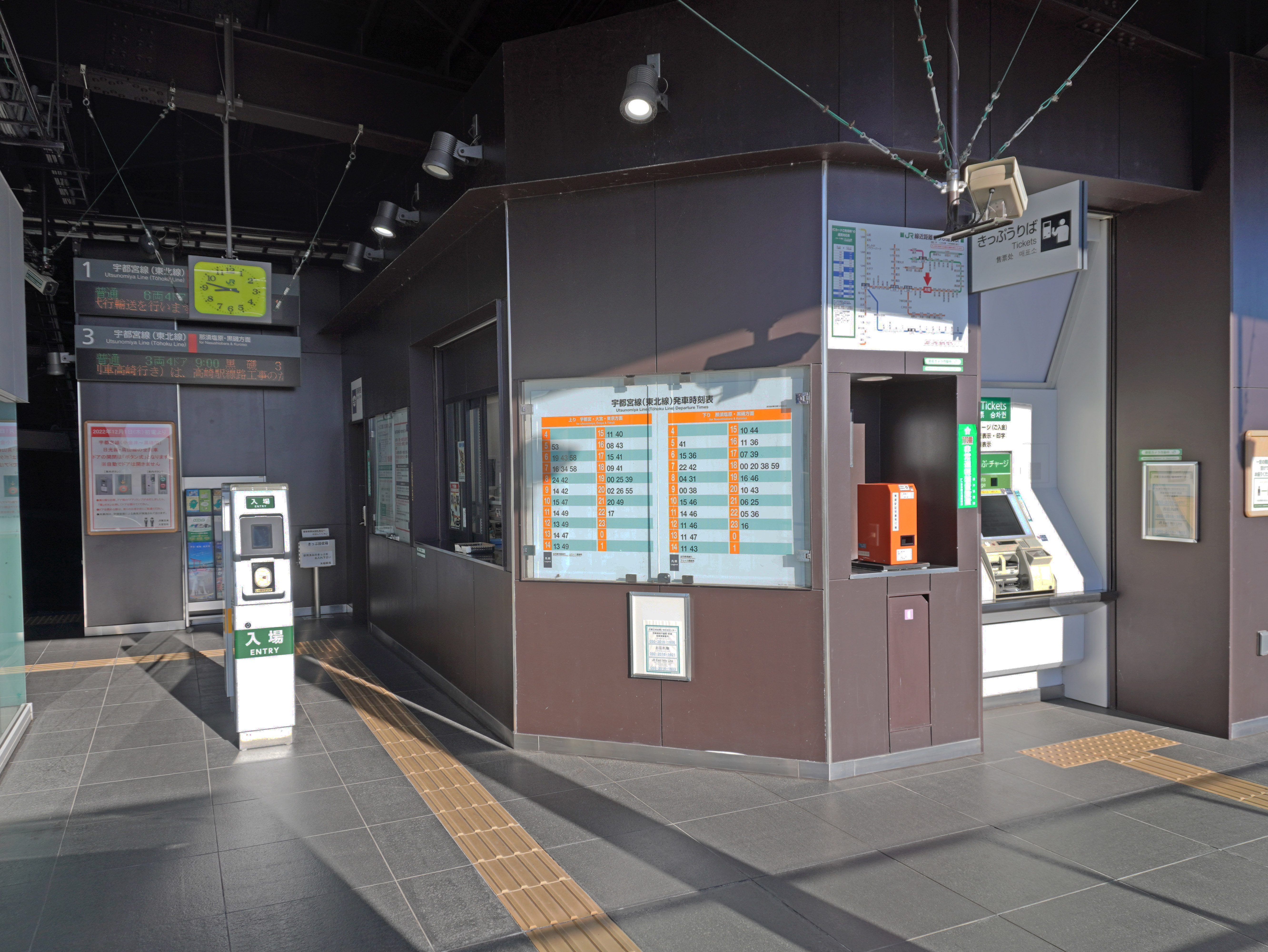
簡易Suica閘機（2022年11月）
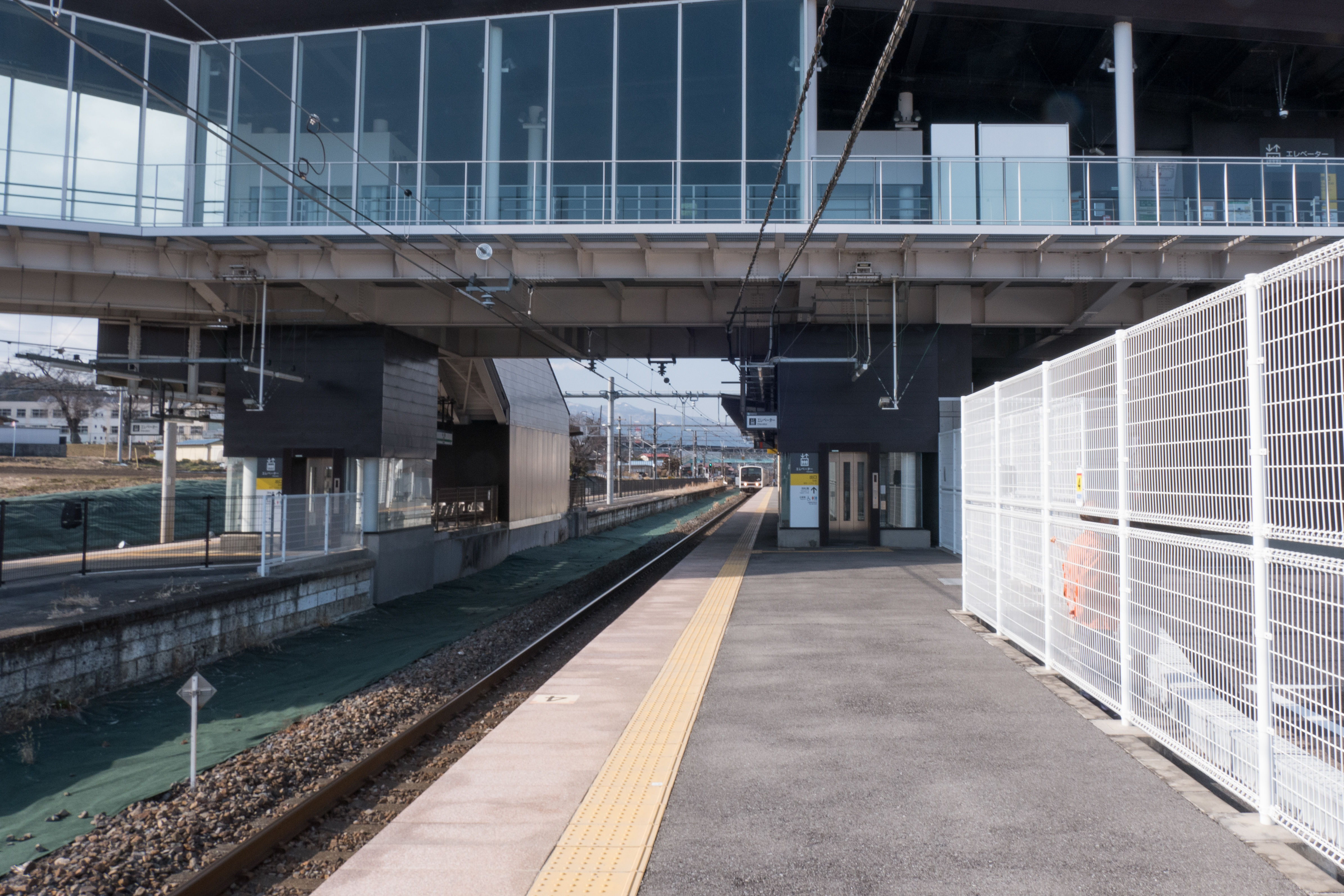
1號月台（2022年3月）
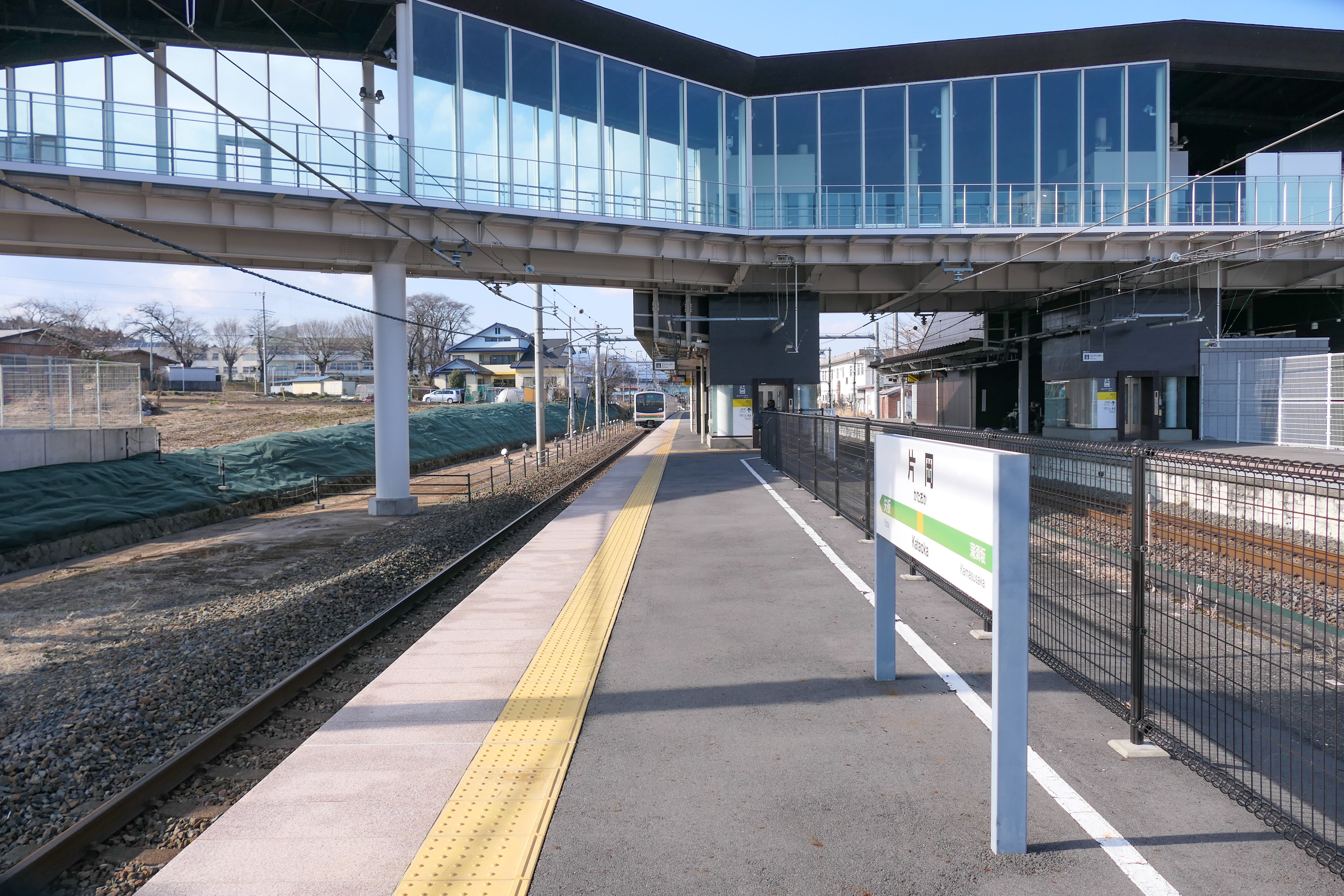
3號月台（2022年3月）

## 使用情況
根據JR東日本，2019年（令和元年）度1日平均上車人次為730人。宇都宮線是僅次於蒲須坂站，上車人次第二少。
近年推移如下表。
| 上車人次推移       | 上車人次推移     | 上車人次推移    |
| 年度               | 1日平均 上車人次 | 來源            |
| ------------------ | ---------------- | --------------- |
| 2000年（平成12年） | 799              | [ 利用客数 2 ]  |
| 2001年（平成13年） | 809              | [ 利用客数 3 ]  |
| 2002年（平成14年） | 756              | [ 利用客数 4 ]  |
| 2003年（平成15年） | 750              | [ 利用客数 5 ]  |
| 2004年（平成16年） | 704              | [ 利用客数 6 ]  |
| 2005年（平成17年） | 698              | [ 利用客数 7 ]  |
| 2006年（平成18年） | 724              | [ 利用客数 8 ]  |
| 2007年（平成19年） | 736              | [ 利用客数 9 ]  |
| 2008年（平成20年） | 774              | [ 利用客数 10 ] |
| 2009年（平成21年） | 764              | [ 利用客数 11 ] |
| 2010年（平成22年） | 747              | [ 利用客数 12 ] |
| 2011年（平成23年） | 725              | [ 利用客数 13 ] |
| 2012年（平成24年） | 750              | [ 利用客数 14 ] |
| 2013年（平成25年） | 732              | [ 利用客数 15 ] |
| 2014年（平成26年） | 718              | [ 利用客数 16 ] |
| 2015年（平成27年） | 727              | [ 利用客数 17 ] |
| 2016年（平成28年） | 734              | [ 利用客数 18 ] |
| 2017年（平成29年） | 731              | [ 利用客数 19 ] |
| 2018年（平成30年） | 717              | [ 利用客数 20 ] |
| 2019年（令和元年） | 730              | [ 利用客数 21 ] |

## 相鄰車站
東日本旅客鐵道
■宇都宮線
■通勤快速、■快速「Rabbit」、■普通
蒲須坂－片岡－矢板

### 使用情況
1. ↑  . 東日本旅客鉄道.   [2019-07-11]. （原始内容存档于2019-07-05）.
2. ↑  . 東日本旅客鉄道.   [2019-02-13]. （原始内容存档于2019-04-02）.
3. ↑  . 東日本旅客鉄道.   [2019-02-13]. （原始内容存档于2019-02-22）.
4. ↑  . 東日本旅客鉄道.   [2019-02-13]. （原始内容存档于2019-04-02）.
5. ↑  . 東日本旅客鉄道.   [2019-02-13]. （原始内容存档于2019-03-27）.
6. ↑  . 東日本旅客鉄道.   [2019-02-13]. （原始内容存档于2019-02-23）.
7. ↑  . 東日本旅客鉄道.   [2019-02-13]. （原始内容存档于2019-04-02）.
8. ↑  . 東日本旅客鉄道.   [2019-02-13]. （原始内容存档于2019-04-02）.
9. ↑  . 東日本旅客鉄道.   [2019-02-13]. （原始内容存档于2019-04-02）.
10. ↑  . 東日本旅客鉄道.   [2019-02-13]. （原始内容存档于2019-03-27）.
11. ↑  . 東日本旅客鉄道.   [2019-02-13]. （原始内容存档于2019-03-27）.
12. ↑  . 東日本旅客鉄道.   [2019-02-13]. （原始内容存档于2019-03-27）.
13. ↑  . 東日本旅客鉄道.   [2019-02-13]. （原始内容存档于2019-03-27）.
14. ↑  . 東日本旅客鉄道.   [2019-02-13]. （原始内容存档于2019-03-27）.
15. ↑  . 東日本旅客鉄道.   [2019-02-13]. （原始内容存档于2016-04-04）.
16. ↑  . 東日本旅客鉄道.   [2019-02-13]. （原始内容存档于2019-03-27）.
17. ↑  . 東日本旅客鉄道.   [2019-02-13]. （原始内容存档于2019-03-23）.
18. ↑  . 東日本旅客鉄道.   [2019-02-13]. （原始内容存档于2019-03-27）.
19. ↑  . 東日本旅客鉄道.   [2019-02-13]. （原始内容存档于2019-03-25）.
20. ↑  . 東日本旅客鉄道.   [2019-07-11]. （原始内容存档于2019-07-05）.
21. ↑  . 東日本旅客鉄道.   [2020-07-10]. （原始内容存档于2020-07-10）.

## 外部連結
- 車站資訊（片岡）：東日本旅客鐵道